# Kövess István
Kövess István (Nagybánya, 1890. február 22. – ? ) jogász, jogi szakíró, újságíró.

## Életútja
Jogi doktorátust Kolozsvárt szerzett (1920). Szatmáron nyitott ügyvédi irodát, bel- és külföldi gyárak és nagyvállalatok jogi képviselője, bányászati ügyek szakjogásza. Az Erdélyben érvényes osztrák magánjogról értekezései jelentek meg az Ardealul Juridic című kolozsvári szaklapban. 1931-től az Ellenzék szatmári tudósítója, a lapban tárcákkal, történelmi tanulmányokkal is szerepelt. 1939-ben az Estilap szerkesztője Kolozsvárt. A vörös fogaskerék (Szatmár, 1933) című riportregénye "Lenin országában" töltött ötszáz napjáról számol be.